# جوزپه کاوانا
جوزپه کاوانا (ایتالیایی: Giuseppe Cavanna؛ ۱۸ سپتامبر ۱۹۰۵ – ۳ نوامبر ۱۹۷۶) یک بازیکن فوتبال اهل ایتالیا بود.
از باشگاه‌هایی که در آن بازی کرده‌است می‌توان به ناپولی اشاره کرد.